# Jan Fjærestad
Jan Fjærestad, född den 28 februari 1954, är en norsk orienterare och långdistanslöpare.

## Orientering
Fjærestad blev världsmästare i stafett 1978, han har även tagit två VM-silver och ett VM-brons.

## Långdistanslöpning
Mellan 1949 och 1981 anordnades nordiska mästerskap i maraton vartannat år, Fjærestad vann loppet 1977. Han blev norsk mästare på 25 km landsvägslöpning fem gånger (1977, 1978, 1980, 1982 och 1984), tre gånger i maraton (1978, 1979 och 1982) och en gång i 20 km terränglöpning (1977).
Han deltog i maraton under friidrotts-EM 1978, men tvingades bryta loppet. Han ställde också upp i terränglöpnings-VM och maraton-VM 1983 utan framskjutna placeringar.